# Mona (Utah)
Mona je město v okresu Juab County ve státě Utah ve Spojených státech amerických. K roku 2010 zde žilo 1 547 obyvatel. S celkovou rozlohou 3,7 km² byla hustota zalidnění 429,7 obyvatel na km². Je součástí Metropolitní oblasti Provo-Orem.